# Chevrolet Bel Air
Chevrolet Bel Air este un automobil produs de firma Chevrolet, ramură a concernului General Motors, între anii 1953 - 1975. Modelul Bel Air a fost succesorul lui Chevrolet Deluxe, care a fost modificat și redenumit drept Bel Air. În SUA și Canada producția a continuat până în 1981. Cel mai cunoscut bel air este Chevrolet Bel Air 1957.

## Generații
Evolutia Chevrolet Bel Air a fost împărțită în cinci generații. În fiecare generație a fost schimbată motorizarea și forma. În 2002, GM a făcut un Bel Air concept.
| Generația | Producția                          | Caroserie                                             | Motorizare                                  | Transmisie                                  | Asamblat în                               |
| --------- | ---------------------------------- | ----------------------------------------------------- | ------------------------------------------- | ------------------------------------------- | ----------------------------------------- |
| I         | 1953-1957                          | tricorp 2/4 uși break 2/4 uși decapotabil 2 uși       | 265 cc V8 283 cc V8                         |                                             | Arlington, Texas, Oshawa, Ontario, Canada |
| II        | 1958-1965                          | sedan 4 uși coupe 2 uși break 4 uși decapotabil 2 uși | 235 CID L6 296 CID L6 268 CID V8 409 CID V8 | manual (4 viteze) automat (2 viteze)        | Arlington, Texas, Oshawa, Ontario, Canada |
| III       | 1966-1970                          | sedan 4 uși coupe 2 uși break 4 uși                   | 6 cilindri                                  | manual(3 viteze)                            | Arlington, Texas, Oshawa, Ontario, Canada |
| IV        | 1971-1975 (SUA) 1971-1976 (Canada) | sedan 4 uși coupe 2 uși break 4 uși                   | 350 ci V8                                   | manual(3 viteze) Turbo-Hydramatic(opțional) | Arlington, Texas, Oshawa, Ontario, Canada |
| V         | 1977-1981                          | sedan 4 uși coupe 2 uși break 4 uși                   | 350 ci V8                                   | Turbo-Hydramatic                            | Oshawa, Ontario, Canada                   |